# Fareed Zakaria
Fareed Rafiq Zakaria, né le 20 janvier 1964 à Bombay, est un auteur et journaliste américain d'origine indienne. Il est spécialisé dans les relations internationales, le commerce international et la politique étrangère des États-Unis.

## Biographie

### Origines et famille
Fareed Zakaria naît en 1964 à Bombay, en Inde. 
Son père, Rafiq Zakaria était un homme politique, membre du parti du Congrès et sa mère, Fatima Zakaria, a été éditrice du Sunday Times of India.[réf. nécessaire]

### Études
Zakaria a suivi sa scolarité à la Cathedral and John Connon School (parmi la meilleure et la plus prestigieuse école indienne au niveau mondial). Il étudie à l'université Yale et obtient un bachelor en art en 1986. Durant cette période, il préside la « Yale Political Union », est éditeur en chef de la Yale Political Monthly ; il est également membre de la société secrètre Scroll and Key et du Party of the Right. Au milieu des années 1980, Zakaria a lutté pour le retrait des capitaux (divestment) sud-africain en raison du système d’apartheid qui était en place là-bas.[réf. nécessaire]
Il obtient ensuite un doctorat en sciences politiques de l’université Harvard en 1993, où il a été l’élève de Samuel P. Huntington et de Stanley Hoffmann, ainsi que le théoricien des relations internationales Robert Keohane.[réf. nécessaire]

### Parcours professionnel
Après avoir dirigé un projet de recherche sur les Affaires étrangères des États-Unis à Harvard, il est éditeur de la revue Foreign Affairs en 1992, dépendant du Council on Foreign Relations, dont il est membre du bureau directeur (Board of Directors).
En octobre 2000, il devient éditorialiste à Newsweek International et y publie de manière hebdomadaire. Il collabore aussi au New York Times, au Wall Street Journal ou au New Yorker. Pour une courte période, il est critique de vin  pour le magazine Slate, et publie sous le pseudonyme George Saintsbury. 
Il a été commentateur sur la chaîne de télévision américaine ABC, « This week with George Stephanopoulos (2002-2007). Il a également occupé le poste d’animateur pour le journal télévisé hebdomadaire, Foreign Exchange with Fareed Zakaria sur PBS (2005-2008). Son émission hebdomadaire, Fareed Zakaria GPS, est diffusée pour la première fois en Juin 2008,  sur la chaîne de CNN.
En août 2010, il annonce qu'il quitte Newsweek pour devenir éditorialiste et chroniqueur chez son concurrent direct, Time.
Il devient un des producteurs pour la série Vice d’HBO, dont il sert également de consultant.

### Diplômes et récompenses
- Zakaria est nommé cinq fois au National Magazine Award, et obtient une fois le prix pour ses éditoriaux et ses rubriques. Son émission obtient le George Foster Peabody Award et est nommée plusieurs fois pour le Emmy Award. Il est nommé Personne de l'année 2008 par India Abroad. Il obtient des doctorats honoris causa de l'université de Miami, de l'Oberlin College, de Bates College, de l'université Brown, de l'université Harvard[6] et de l'université Johns-Hopkins.

- Il fait partie du conseil d'administration du Council on Foreign Relations, du New America Foundation, du International House de l'université Columbia, et de Shakespeare and Company.
- En 2005, Zakaria se voit décerner le Hubert H. Humphrey First Amendment Freedoms Prize du Anti-Defamation League (ADL). En juillet 2010, l'ADL s'oppose à la réalisation de Park51, une mosquée et centre culturel islamique, prévu à proximité du site du World Trade Center. Zakaria rend sa récompense en signe de protestation. Tout en n'étant pas une personne religieuse, il défend sa décision en disant que le fond du problème était la liberté de croyance aux États-Unis. Il soutient qu'un islam modéré est essentiel pour pouvoir gagner la guerre contre le terrorisme.

## Opinions politiques et pensées

### Positionnement politique
Zakaria s’identifie comme un « centriste », même s’il a été décrit à plusieurs reprises comme libéraliste, conservateur, modéré ou centriste radical.[réf. nécessaire]
En 2008, il a apporté son soutien à Barack Obama dans le cadre des primaires démocrates et lors des élections présidentielles.

### Les attentats du 11-Septembre
Après les attentats du 11 septembre 2001, dans une fameuse couverture de Newsweek intitulée « Pourquoi ils nous haïssent ? », Zakaria soutient que l'extrémisme islamique ne prend pas fondamentalement racine dans l’Islam ou pourrait se réclamer d’une réaction à la politique étrangère étatsunienne. Il trouve le problème dans la stagnation politico-social-économique des sociétés arabes. Il dépeint Osama bin Laden comme l’un des extrémistes faisant partie de la longue lignée extrémistes qui utilisent la religion pour justifier la tuerie de masse. 
Pour lui, des décennies de régimes tyranniques se réclamant d'une pensée de la modernisation occidentale ont produit une opposition à la fois religieuse et violente qui se répand de plus en plus sur la planète. Il explique que la montée de l'opposition islamique tient au fait que dans ces régimes, les mosquées sont des lieux de rassemblement qui échappent à la censure politique. Zakaria se déclare en faveur d'un effort inter-générationnel pour créer des sociétés plus ouvertes et plus dynamiques dans les pays arabes qui aideront l'Islam à entrer dans le monde moderne.

### The Future of Freedom
Dans son livre The Future of Freedom, Zakaria, en écho avec Alexis de Tocqueville, soutient que la liberté précède historiquement la démocratie : en conséquence, les pays qui recourent à des élections sans une libéralisation économique, un gouvernement par la loi (rule of law) (en France, on traduit parfois par État de droit mais les fondements théoriques sont différents) deviennent des démocraties non libérales (illiberal democracies). Pour lui, ces sortes de démocraties dénuées de constitution libérale « produisent des régimes centralisés, l'érosion de la liberté, la compétition ethnique, le conflit et la guerre ». En conséquence, il est en désaccord avec la décision de l'administration Bush de pousser à des élections au Moyen-Orient sans se soucier de promouvoir la liberté et de construire des institutions légales et gouvernementales solides.

### The Post-American World
Dans le livre paru en mai 2008, Zakaria exprime sa conviction qu'un ordre mondial post-américain est en cours d'émergence, les États-Unis restant la nation la plus puissante même si leur pouvoir relatif diminue. Pour l'auteur, au cours des cinq cents dernières années, il y a eu trois changements du pouvoir dans le monde : le premier en faveur de l'Occident (West) durant la Renaissance, le deuxième qui a fait des États-Unis une superpuissance, et le troisième changement qui voit l'émergence de pays tels que l'Inde et la Chine ainsi que des organisations non gouvernementales. Zakaria croit que les organisations internationales ne s'adaptent pas bien aux nouveaux défis et qu'elles se focalisent trop sur les défaillances de marché ou les crises générales comme le terrorisme, au détriment de problèmes sur lesquels des succès sont possibles, comme les dégradations de l'environnement liées au développement ou la hausse du prix des matières premières liée à une demande croissante.

« Le monde passe de la colère à l'indifférence, de l'anti-américanisme au post-américanisme. Le fait que de nouvelles puissances défendent vigoureusement leurs intérêts est la réalité du monde post-américain. Cela pose aussi l'énigme politique de savoir comment atteindre des objectifs internationaux dans un monde comportant de nombreux acteurs tant étatiques que non étatiques. »

## Publications

### En anglais
- (en) James F. Hoge et Fareed Zakaria, The American Encounter : The United States and the Making of the Modern World Essays from 75 Years of Foreign Affairs, Basic Books, 1997, 644 p. (ISBN 0-465-00170-X)
- (en) From Wealth to Power : the unusual origins of America's world role, Princeton (N.J.), Princeton University Press, 1998, 199 p. (ISBN 0-691-04496-1)
- (en) The Future of Freedom : Illiberal Democracy at Home and Abroad, W.W. Norton & Company, 2003, 286 p. (ISBN 0-393-04764-4)
- (en) The Post-American World, W.W. Norton & Company, 2008 (ISBN 978-0-393-06235-9 et 0-393-06235-X)
- (en) The Post-American World : Release 2.0, W.W. Norton & Company, 2011, 314 p. (ISBN 978-0-393-34038-9)
- (en) In Defense of a Liberal Education, W.W. Norton & Company, 2015 (ISBN 978-0-393-24768-8)
- (en) Ten Lessons for a Post-Pandemic World, W.W. Norton, 2020, 336 p. (ISBN 978-0-393-86826-5)
- (en) Age of Revolutions: Progress and Backlash from 1600 to the Present, W.W. Norton & Company, 2024, 400 p. (ISBN 978-0-393-23923-2)

### En français
- De la démocratie illibérale, Gallimard, Le Débat, février 1998 (ISBN 978-2-07-075254-6)
- L'avenir de la liberté : La démocratie illibérale aux États-Unis et dans le Monde [« The Future of Freedom: Illiberal Democracy at Home and Abroad »], Odile Jacob, 2003, 339 p. (ISBN 978-2-7381-1291-0, lire en ligne)
- L'Empire américain : L'heure du partage [« The Post-American World »]  (trad. de l'anglais), Paris, Saint-Simon, 2009, 266 p. (ISBN 978-2-915134-44-5)
- Le monde post-américain, Perrin, 2011, 363 p. (ISBN 9782262034115)
- Retour vers le futur : 10 leçons pour demain, traduction de Laurent  Bury, Saint-Simon, 2021, 270 p.  (ISBN 9782374350264)